# Resolució 1130 del Consell de Seguretat de les Nacions Unides
La Resolució 1130 del Consell de Seguretat de les Nacions Unides, adoptada per unanimitat el 29 de setembre de 1997 després de reafirmar la resolució 696 (1991) i totes les resolucions posteriors sobre Angola, particularment la Resolució 1127 (1997), el Consell, en virtut del Capítol VII de la Carta de les Nacions Unides, va suspendre la promulgació de restriccions de viatge contra UNITA fins a les 00:01 EDT el 30 d'octubre de 1997.
El Consell va subratllar que UNITA compleix amb les disposicions de la Resolució 1127, i va assenyalar que un nou incompliment obligaria al Consell a considerar la imposició de mesures addicionals contra ella. UNITA també va ser obligada a desmilitaritzar les seves tropes, completar la transformació de la seva emissora de ràdio Vorgan en una estació de difusió no política i ampliar l'autoritat de l'estat a les àrees controlades per ells.